# ハワイ州道56号線
ハワイ州道56号線（ハワイしゅうどうごじゅろくごうせん、英語: Hawaii Route 56、別名: クヒオ・ハイウェイ）は、ハワイ州カウアイ郡のカウアイ島北岸と東岸にある道路である。

## 路線

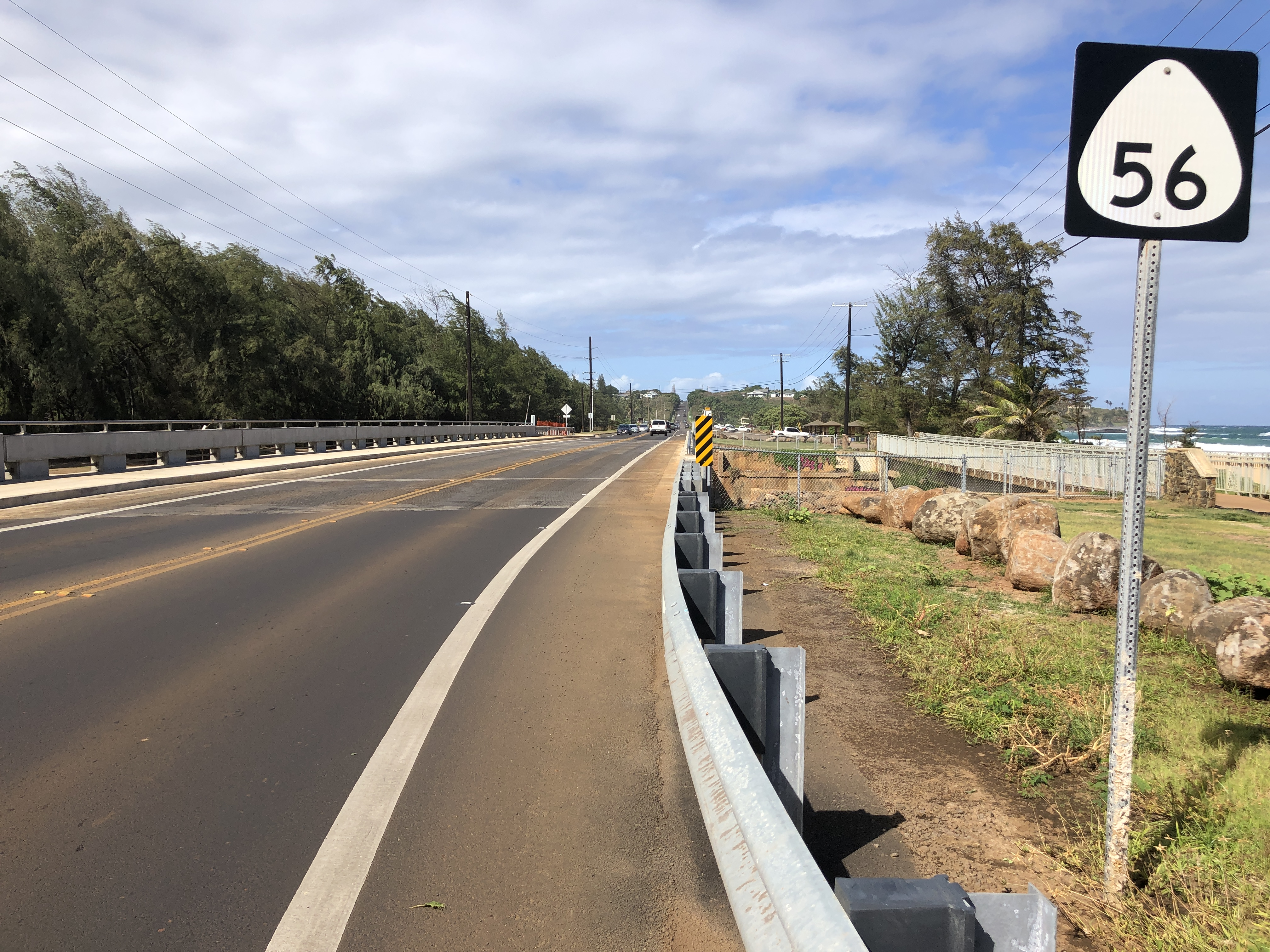
カパアのすぐ北にある56号線

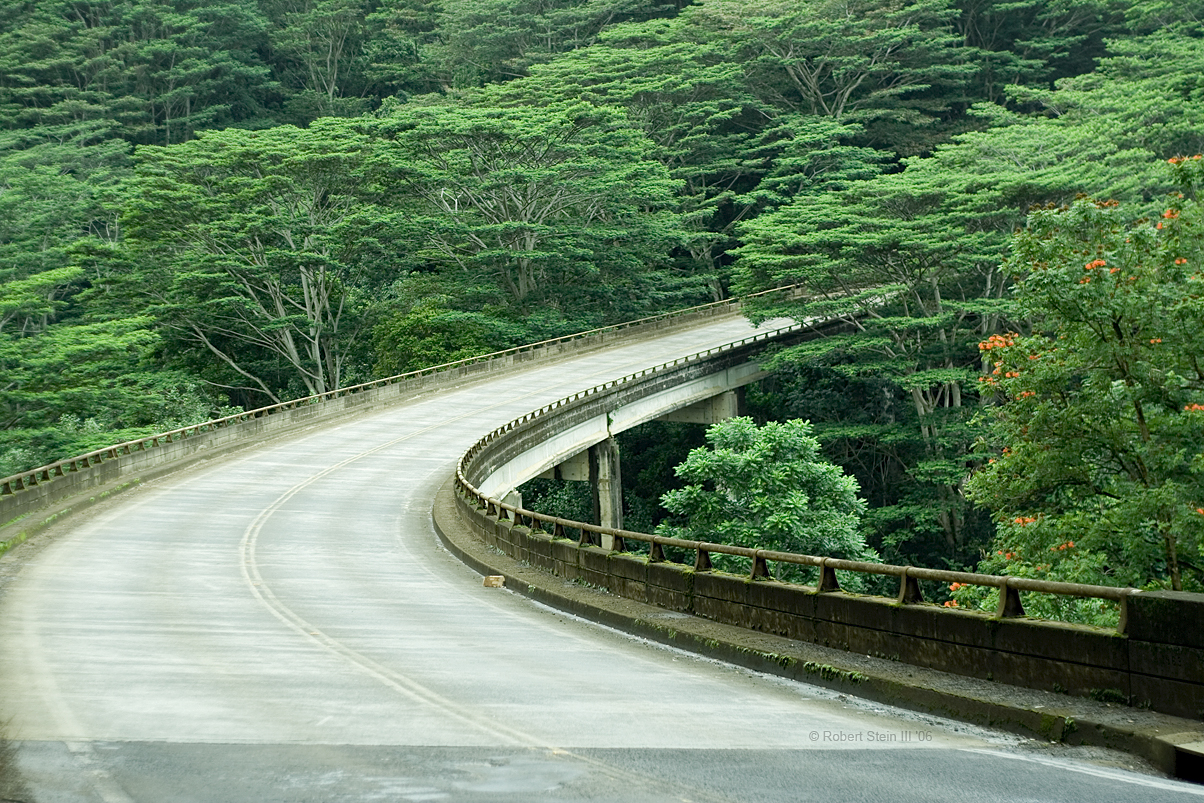
2006年10月、56号線のカリヒワイ橋

56号線は、リフエにあるハワイ州道50号線とライス・ストリートとの交差点から、プリンスビルのハワイ州道560号線交点までに至る、全長45キロメートルの道路である。この道路の別称であるクヒオ・ハイウェイは、ハワイがアメリカ合衆国に併合された後、議会の領土代表であるジョナ・クヒオ・カラニアナオレ王子にちなんで名付けられた。

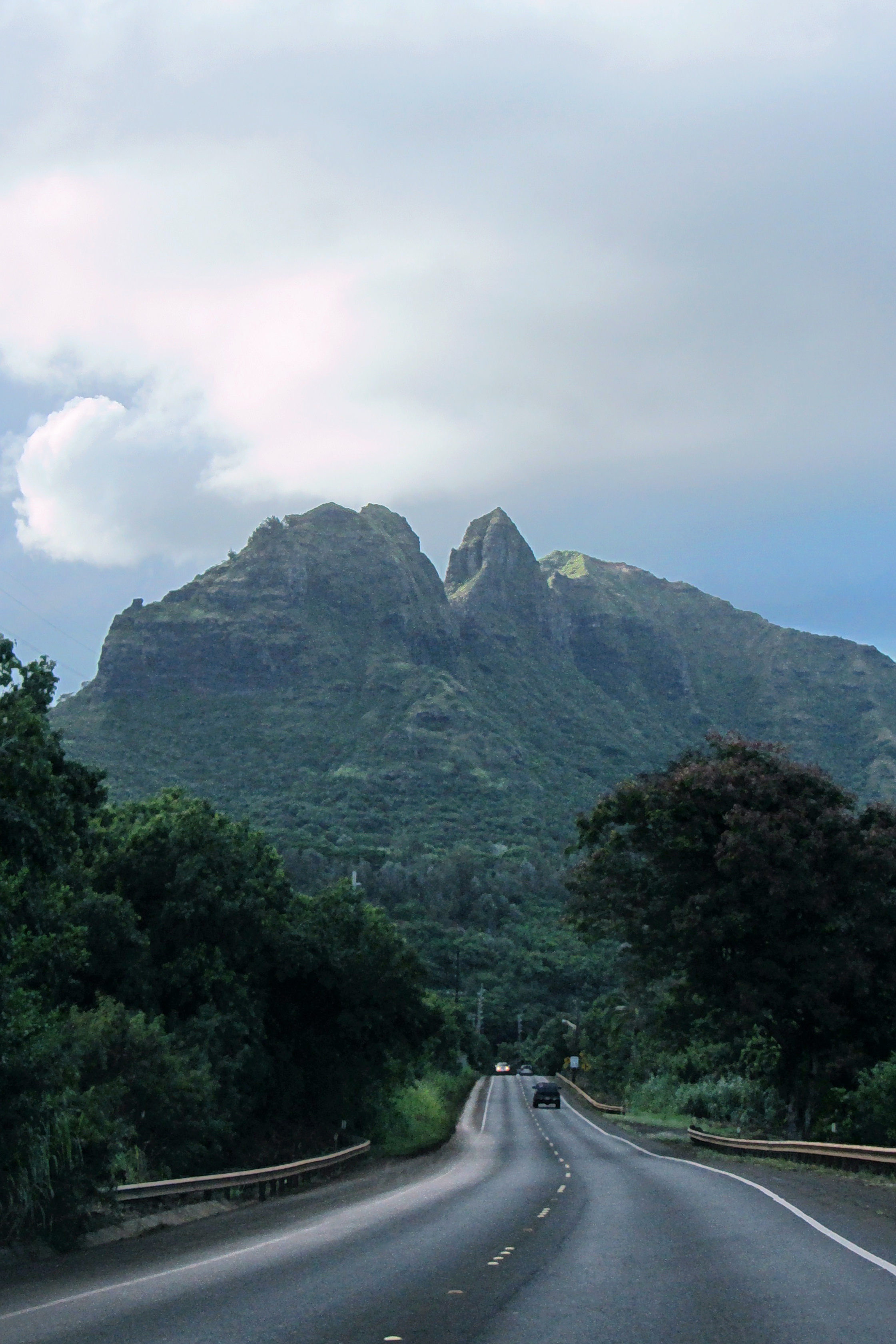
56号線からカラレア山（キングコング山）

カウアイ島東部と北部を結ぶ主要な道であり、リフエを出ると、島で唯一のウォルマートと主要な病院を通過する。56号線はハワイ国道51号線を介してリフエ空港へ連絡している。51号線交点を通過した後、リゾート地を通ってワイルア川を渡る。ワイルア川には南行、北行それぞれ2車線ずつの橋があり、橋の拡張は2011年に完了した。

## 交差する道路
全ての区間、カウアイ郡に属する。
| 場所     | km  | 行き先                 | 備考                        |
| -------- | --- | ---------------------- | --------------------------- |
| リフエ   | 0.0 | ハワイ州道50号線 西方  | 56号線南端および50号線東端  |
| リフエ   |     | ハワイ州道51号線 南方  | 51号線北端                  |
| ワイルア |     | ハワイ州道580号線 西方 | 580号線東端                 |
| ハナレイ |     | ハワイ州道560号線 西方 | 56号線西端および560号線東端 |